# Iñigo Urkullu
Iñigo Urkullu Renteria, född 18 september 1961 i Alonsotegi (då en del av Barakaldo), är baskisk politiker (EAJ-PNV) och sedan 15 december 2012 regionpresident för den autonoma regionen Baskien.